# Grupo pontual

A flor Bauhinia blakeana representada na bandeira de Hong Kong tem simetría C_{5}; a estrela interior de cada pétala tem simetria D_{5}.

Em geometria e cristalografia, um grupo pontual é um grupo de simetrias geométricas (grupo de isometria) que mantém constante pelo menos um ponto fixo. Os grupos pontuais podem existir em um espaço euclidiano de qualquer outra dimensão, e cada grupo pontual na dimensão d é um subgrupo do grupo ortogonal O(d). Os grupos pontuais podem ser considerados como um conjunto de matrizes ortogonais M que transformam um ponto x em um ponto y:
y= M.x
onde a origem é o ponto fixo. O elementos dos grupos pontuais podem ser: rotações (determinante de M= 1) rotações impróprias, reflexões, rotações-reflexões, ou roto-reflexões (determinante de M= -1). Todos os grupos pontuais das rotações de dimensão d são subgrupos do grupo ortogonal especial SO(d).
Os grupos pontuais discretos em mais de uma dimensão se agrupam em famílias infinitas, porém pelo teorema de restrição cristalográfica e por um dos teoremas de Bieberbach, cada número de dimensões só tem um número finito de grupos pontuais que são simétricos em relação a uma retículo com esse número de dimensões. Estes são os grupos pontuais cristalográficos.

## APLICAÇÃO NA QUÍMICA TEORIA DOS GRUPOS
SIMETRIA
Podemos notar que a simetria está presente em grande parte da nossa vida, seja ela uma obra de arte possuindo a mesma proporção, equilíbrio, ou outros fatores, também está presente na matemática quando a posição do objeto permanece inalterada a partir da sua transformação, um exemplo que temos disso é o grupo {\displaystyle S_{3}}, além de vários outros.

Elementos de simetria
- Planos especulares
- Eixos de rotação
- Centros de inversão

GRUPOS PONTUAIS
Grupos pontuais é o conjunto de todos os elementos de simetria que descreve a simetria total de uma molécula 
Tipos
- Grupos de baixa simetria
- Grupos de alta simetria
- Grupos D
- Grupos C

GRUPOS DE PONTOS DE SIMETRIA

Suponha que tenhamos, por inspeção, compilado uma lista de todos os elementos de simetria possuídos por uma dada molécula.  Podemos então listar todas as operações de simetria geradas por cada um desses elementos.  Nosso primeiro objetivo é demonstrar que uma lista tão completa de operações de simetria satisfaz os três critérios para um grupo matemático.  Quando isso for estabelecido, estaremos livres para usar os teoremas relativos ao comportamento de grupos para ajudar a lidar com problemas de simetria molecular.  Vamos primeiro especificar o que queremos dizer com um conjunto completo de operações de simetria para uma determinada molécula.  Um conjunto completo é aquele em que todo produto possível de duas operações no conjunto é também uma operação no conjunto.  Consideremos como exemplo o conjunto de operações que podem ser realizadas em uma molécula plana {\displaystyle AB_{3}}.  Estes são E ,{\displaystyle C_{3}} ,{\displaystyle C_{3}^{2}} ,{\displaystyle C_{2}} , {\displaystyle C_{2}^{'}} , {\displaystyle C_{2}^{\shortparallel }}, {\displaystyle \sigma _{v}}, {\displaystyle \sigma _{v}^{'}} , {\displaystyle \sigma _{v}^{\shortparallel }}, {\displaystyle \sigma _{h}}, {\displaystyle S_{3}} e {\displaystyle S_{3}^{2}}. Deve ficar claro que nenhuma outra operação de simetria é possível .  Se enumerarmos os átomos B como indicado, podemos trabalhar sistematicamente com todos os produtos binários;  por exemplo:
Assim, vemos que {\displaystyle \sigma _{v}C_{3}} = {\displaystyle \sigma _{v}^{'}}.  Procedendo desta forma, podemos verificar todas as combinações e descobriremos que o conjunto dado é, de fato, completo.  Agora, podemos ver que, como nosso conjunto de operações é completo no sentido definido acima, ele satisfaz o primeiro requisito de que deve existir um elemento de grupo “E” tal que para todos os outros elementos do grupo, digamos X, EX = XE = X, também seja satisfeito.  A "operação" de não realizar nenhuma operação, ou aquela que resulta de uma sequência de operações que envia a molécula para uma configuração idêntica à original (Por exemplo, {\displaystyle \sigma ^{2}}, {\displaystyle C_{n}^{n}} é nossa identidade E. E temos que  a lei associativa é obviamente válida para produtos de operações de simetria. O requisito final, de que todo elemento do grupo tenha um inverso, também é satisfeito. Para um grupo composto de operações de simetria, podemos definir o inverso de  uma operação dada como aquela segunda operação, que irá desfazer exatamente o que a operação faz. Em termos mais sofisticados, o recíproco S de uma operação R deve ser tal que RS = SR = E. Vamos considerar cada tipo de operação de simetria.  Para σ, reflexo no plano , o inverso é claramente ele mesmo: σ X σ = {\displaystyle \sigma ^{2}} = E. Para rotação adequada, {\displaystyle C_{n}^{m}}, o inverso é o {\displaystyle C_{n}^{n}-^{m}} , para {\displaystyle C_{n}^{m}} × {\displaystyle C_{n}^{n}-^{m}}= {\displaystyle C_{n}^{n}}= E. Para rotação imprópria, {\displaystyle S_{n}^{m}}, a recíproco depende se m e n são pares ou ímpares, mas existe uma recíproca em cada um dos quatro casos possíveis.  Quando n é par, o recíproco de {\displaystyle S_{n}^{m}} é {\displaystyle S_{n}^{n}-^{m}} se m é par ou ímpar.  Quando n é ímpar e m é par, {\displaystyle S_{n}^{m}=C_{n}^{m}}, cujo recíproco é {\displaystyle C_{n}^{n}-^{m}}.Para {\displaystyle S_{n}^{m}} com n e m ímpar, podemos escrever {\displaystyle S_{n}^{m}}={\displaystyle C_{n}^{m}\sigma }.O recíproco seria o produto {\displaystyle C_{n}^{n}-^{m}\sigma }, que é igual a {\displaystyle C_{n}^{2}n-^{n}\sigma } e que por sua vez pode ser escrito como uma única operação, {\displaystyle S_{n}^{2}n-^{m}}. Mostramos que conjuntos completos de operações de simetria constituem grupos.